# St. Ann (Missouri)
St. Ann é uma cidade localizada no estado americano do Missouri, no Condado de St. Louis.

## Demografia
Segundo o censo americano de 2000, a sua população era de 13.607 habitantes.

## Geografia
De acordo com o United States Census Bureau tem uma área de 8,1 km², dos quais 8,1 km² cobertos por terra e 0,0 km² cobertos por água.

## Localidades na vizinhança
O diagrama seguinte representa as localidades num raio de 4 km ao redor de St. Ann.